# Kilyana kroombit
Kilyana kroombit is een spinnensoort in de taxonomische indeling van de Zoropsidae.
Het dier behoort tot het geslacht Kilyana. De wetenschappelijke naam van de soort werd voor het eerst geldig gepubliceerd in 2005 door Raven & Stumkat.